# NGC 2977
NGC 2977 este o galaxie spirală situată în constelația Dragonul. A fost descoperită în 2 aprilie 1801 de către William Herschel. Se află la o distanță de 45,85 de megaparseci de Pământ.